# Z.501 (航空機)

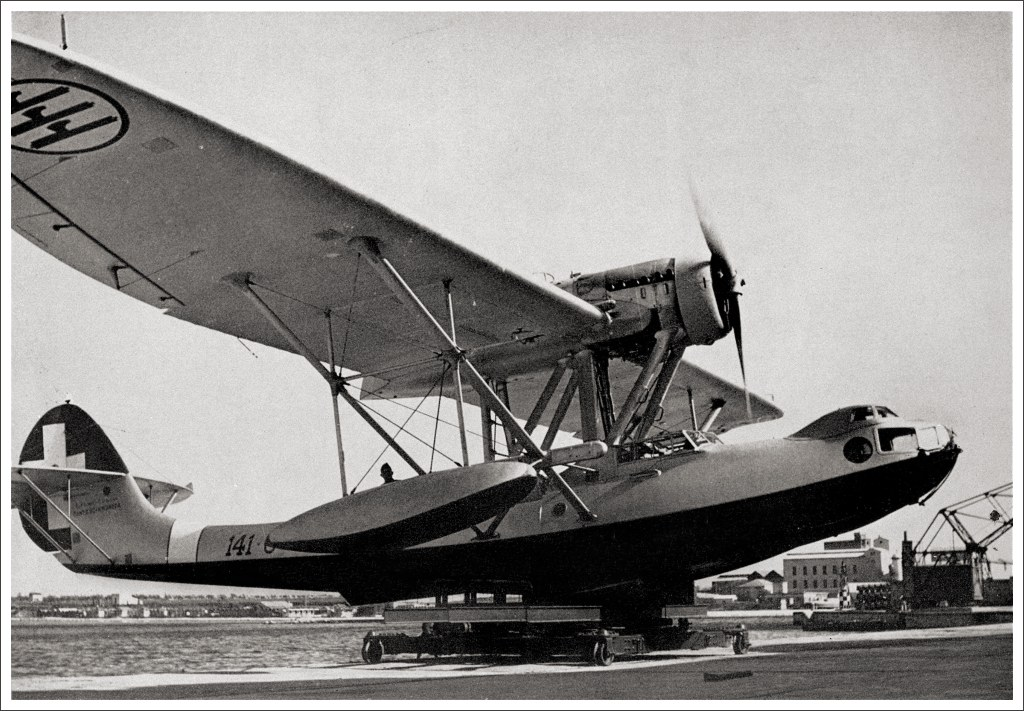

Z.501 は、第二次世界大戦前にイタリアのカント社（カンティエーリ・リウニーティ・デッラドリアーティコ）で生産された飛行艇である。第二次世界大戦時には旧式化していたが扱いやすい機体だったため、洋上哨戒、長距離偵察、船団護衛、海上救難などの幅広い任務で重宝された。

## 概要
カント社では1934年に単発の中型飛行艇Z.501を開発した。設計主務者はフィリッポ・ザパタ（Filippo Zappata）技師。Z.501は高翼中央艇体の飛行艇で機体は木製羽布張りだった。主翼の中央部に大きなエンジン・ナセルが設置され、そこにイゾッタ・フラスキーニ・アッソ エンジンを1基搭載した。このエンジン・ナセルの後方に後部上方防御用の銃座が設けられていて、これが本機の外観上の大きな特徴になっていた。このほか、翼支柱で支えられた艇外の爆弾架に、640kgまでの爆弾を搭載することができた。
1936年頃より部隊配備が開始され、第二次世界大戦にイタリアが参戦したときには洋上偵察飛行中隊に200機以上配備されていた。しかし、この頃には本機は旧式化しており、低速で防御武装が貧弱だったことから敵戦闘機の餌食になることが少なくなかった。反面、木製の割には頑丈で扱いやすい機体だった上に単発機としては長大な航続距離を有していたため、洋上哨戒、長距離偵察、船団護衛、海上救難の任務においては終戦まで活躍した。
イタリア降伏後、残存機はファシスト空軍側、連合国側にほぼ半数ずつ機体が使用され、終戦後も残ったわずかな機体が対潜哨戒や海上救難任務に就いていた。最後の機体がスクラップになったのは、1949年であった。

## スペック
- 全長：14.27 m
- 全幅：22.49 m
- 全高：4.43 m
- 全備重量：5,937 kg
- エンジン：イゾッタ・フラスキーニ・アッソ XI RC15 液冷12気筒 900 hp
- 最大速度：275 km/h
- 航続距離：2,397 km
- 武装
  - 7.7mm機銃 × 3
  - 爆弾 640 kg
- 乗員 4～5名